# Piotr Markiewicz
Piotr Markiewicz (ur. 3 września 1973 w Sejnach) – polski kajakarz, brązowy medalista olimpijski z Atlanty (1996) i dwukrotny mistrz świata z 1995.

## Kariera sportowa
Przez całą karierę był zawodnikiem Sparty Augustów, w której barwach rozpoczął starty w 1986. W 1991 został wicemistrzem świata juniorów konkurencji K-4 1000 m (z Grzegorzem Kotowiczem, Marcinem Grajewskim i Robertem Wysockim. Sześciokrotnie zdobywał medale mistrzostw świata, w tym w 1995 dwa złote indywidualnie w konkurencjach K-1 200 m i K-1 500 m. Złoto na dystansie 200 m zdobył w niecodziennych okolicznościach: wygrał finał, a następnie jego powtórkę po zmianie obsady startujących. W 1995 zwyciężył w klasyfikacji generalnej Pucharu Świata, w 1996 został brązowym medalistą olimpijskim w konkurencji K-1 500 m. 22 razy zdobywał tytuł mistrza Polski. Zakończył karierę w 2001, od 2009 jest sekretarzem generalnym Polskiego Związku Kajakowego. W 2001 ukończył studia w zakresie zarządzania i marketingu na Politechnice Białostockiej.

### Igrzyska olimpijskie
- 1996: K-1 500 m – 3 m., K-4 500 m - 4 m. (z Grzegorzem Kaletą, Markiem Witkowskim i Adamem Wysockim)

### Mistrzostwa świata
- 1993: K-2 1000 m - 6 m., K-4 500 m - 4 m., K-4 10000 m – 2 m. (z Andrzejem Gryczko, Maciejem Freimutem i Grzegorzem Kaletą)
- 1994: K-1 200 m - 4 m., K-1 500 m - 9 m., K-4 200 m - 9 m., K-4 1000 m – 2 m. (z Grzegorzem Kotowiczem, Markiem Witkowskim i Adamem Wysockim)
- 1995: K-1 200 m – 1 m., K-1 500 m – 1 m,, K-4 1000 m – 3 m. (z Grzegorzem Kaletą, Markiem Witkowskim i Adamem Wysockim)
- 1997: K-4 200 m - 4 m., K-4 500 m - 4 m.
- 1999: K-4 200 m – 2 m. (z Markiem Twardowskim, Adamem Wysockim i Pawłem Łakomym), K-4 500 m - 4 m.

### Mistrzostwa Europy
- 1997: K-4 200 m – 3 m. (z Grzegorzem Kotowiczem, Markiem Witkowskim i Adamem Wysockim), K-4 1000 m – 3 m. (z Adamem Seroczyńskim, Markiem Witkowskim i Grzegorzem Kaletą)
- 1999: K-4 200 m - 5 m., K-4 500 m - 4 m.

### Mistrzostwa Polski
22 razy zdobywał tytuł mistrza Polski seniorów:
- K-1 200 m - 1994, 1995, 1996
- K-1 500 m - 1993, 1995, 1996
- K-1 1000 m - 1993
- K-1 10000 m - 1994
- K-4 200 m: 1995, 1996, 1997, 1998, 1999, 2000
- K-4 500 m: 1996, 1997, 1999
- K-4 1000 m: 1995, 1996, 1997, 1998, 1999

## Odznaczenia i wyróżnienia
- 2. miejsce w Plebiscycie Przeglądu Sportowego na najlepszego sportowca 1995 roku.
- Srebrny Krzyż Zasługi (2 września 1996, za wybitne osiągnięcia sportowe)[1]